# Google Nest (умная колонка)
Google Nest (дословно с англ. — «Google гнездо», до 2019 называлась Google Home) — семейство «умных» колонок от компании «Google» со встроенным голосовым помощником «Google Assistant». Первое устройство было представлено 18 мая 2016 года на Google I/O и изначально оно было построено на наработках медиаплеера Chromecast. Умная колонка Google Nest является центральным звеном в построении умного дома на базе Google и Matter-совместимых IoT-устройств. Управление Google Nest происходит посредством персонального ассистента «Google Assistant».
В мая 2019 года линейка умных устройств Google, в том числе умная колонка, была переименована в Google Nest. Под новым брендом начали выпускаться не только умные колонки, но и другие умные устройства экосистемы Google (умные замки, роутеры, термостаты, камеры, дверные звонки и другое). После смены названия, когда умные устройства Google стали называться Google Nest, названием "Google Home" стала обозначаться вся экосистема умного дома, управляемая через единый интерфейс приложений Google Home. В экосистему умного дома Google Home возможно подключать не только устройства Google Nest, но и умные устройства других производителей.

## История
В марте 2016 года появились сообщения о том, что Google разрабатывает беспроводной динамик для конкуренции с Amazon Echo.
Google Home был анонсирован на конференции Google I/O в мае 2016 года, там же было объявлено, что устройство будет работать с программным интерактивным помощником Google Assistant. В июне 2016 года было подтверждено, что Home будет использовать наработки от медиаплеера Chromecast и поддерживать технологии «умного» дома, контролируя совместимые продукты. На презентации MadeByGoogle были ещё раз показаны возможности Google Home.
Продажи Google Home начались в США 4 ноября 2016 года по цене 129 $.
В мая 2019 года линейка умных устройств от Google была переименована в Google Nest.
С 2022 года, в момент утверждения стандарта Matter, умные колонки Google стали поддерживать этот универсальный стандарт. 

### Модели
- Google Home — первая умная колонка Google.
- Home Mini — умная колонка в меньшем форм-факторе.
- Home Max — увеличенная и улучшенная версия Google Home.
- Home Hub / Nest Hub — устройство сочетающее в себе умную колонку с сенсорным экраном. В 2019 умные устройства стали называться Nest Hub.
- Nest Hub Max — более крупная версия Google Nest Hub.
- Nest Mini — улучшенная версия модели Home Mini второго поколения под новым брендом.
- Nest Audio — преемник оригинального Google Home.
- Nest Hub (второе поколение) — улучшенная версия Nest Hub первого поколения.

## Особенности
В устройство интегрирован голосовой ассистент Google Assistant. Home обладает многими свойственными смарт-колонкам базовыми функциями (рассказывает о погоде, ставит будильник, создаёт напоминания и т. д.) и поддерживает некоторые сервисы Google: например, воспроизведение музыки через Google Play Music.
Имеется функция беспроводного подключения к другим устройствам посредством Chromecast и Google Cast.
Google Home поддерживает технологии «умного» дома и является его центральным узлом (контроллером). Список совместимых продуктов уточняется и ещё не опубликован.
Предусмотрен режим «инкогнито»: при его включении прекращается ведение истории команд. Имеется также кнопка для отключения микрофона.

## Спецификации
По аналогии с chromecast в Google Home вероятно используются процессор с ядром архитектуры ARM и комплекс чипов для обеспечения беспроводной связи WiFi, хотя точных данных об аппаратуре смарт-динамика не опубликовано. Google Home включает в себя микрофон, служащий для получения команд от пользователя и прослушивания четких звуков окружающих прибор. На приборе имеется кнопка отключения микрофона.

## Дизайн
Устройство имеет форму, близкую к цилиндрической. Цвет корпуса — белый. На верхней поверхности имеется 4 светоизлучающих диода, раскрашенных в фирменные цвета Google.
Подставка Google Home легко отсоединяется и может быть заменена. В продаже есть варианты с разными цветами и из разных материалов.

## Активное ожидание
Виртуальный помощник Google Assistant в составе Google Home, находясь в режиме ожидания, по умолчанию прислушивается к окружению для лучшего распознаванием команд пользователя. Позже Google внедрила опциональный режим анонимизации запросов, в котором запросы сохраняются без возможности просмотра истории из аккаунта пользователя. В обычном режиме все введённые пользователем команды сохраняются в привязанном аккаунте. Устройство в финальном варианте имеет кнопку отключения микрофона.